# Rhipidarctia forsteri
Rhipidarctia forsteri is een vlinder uit de familie spinneruilen (Erebidae), onderfamilie beervlinders (Arctiinae). De wetenschappelijke naam van de soort is voor het eerst geldig gepubliceerd in ja door Sergius Kiriakoff ,1953.
Deze nachtvlinder komt voor in tropisch Afrika.